# Lijst van spelers van het Algerijnse voetbalelftal
Deze lijst van spelers van het Algerijnse voetbalelftal geeft een overzicht van alle voetballers die minimaal dertig interlands achter hun naam hebben staan voor Algerije. De vetgedrukte spelers zijn nog actief als voetballer.

## Overzicht
Bijgewerkt tot en met duel tegen  Tunesië op 20 juni 2023.
| Naam speler              | Debuut | Laatst | Interlands | Goals |
| ------------------------ | ------ | ------ | ---------- | ----- |
| Lakhdar Belloumi         | 1978   | 1989   | 100        | 27    |
| Raïs M'Bolhi             | 2010   | 2023   | 96         | 0     |
| Islam Slimani            | 2012   | 2023   | 93         | 41    |
| Abdelhafid Tasfaout      | 1990   | 2002   | 86         | 36    |
| Rabah Madjer             | 1978   | 1992   | 86         | 28    |
| Riyad Mahrez             | 2014   | 2023   | 83         | 30    |
| Aissa Mandi              | 2014   | 2023   | 82         | 3     |
| Billel Dziri             | 1992   | 2005   | 81         | 9     |
| Djamel Menad             | 1980   | 1995   | 79         | 25    |
| Mahieddine Meftah        | 1989   | 2002   | 77         | 4     |
| Sofiane Feghouli         | 2012   | 2023   | 76         | 19    |
| Mahmoud Guendouz         | 1977   | 1986   | 74         | 4     |
| Madjid Bougherra         | 2004   | 2015   | 70         | 4     |
| Salah Assad              | 1977   | 1989   | 68         | 15    |
| Fodil Megharia           | 1984   | 1992   | 68         | 0     |
| Yazid Mansouri           | 2001   | 2010   | 67         | 0     |
| Moussa Saïb              | 1989   | 2001   | 65         | 7     |
| Ali Fergani              | 1973   | 1986   | 65         | 7     |
| Rafik Saïfi              | 1998   | 2010   | 64         | 18    |
| Mehdi Cerbah             | 1975   | 1986   | 63         | 0     |
| Karim Ziani              | 2003   | 2011   | 62         | 5     |
| Carl Medjani             | 2010   | 2018   | 62         | 3     |
| Adlène Guédioura         | 2010   | 2022   | 62         | 2     |
| Yacine Brahimi           | 2013   | 2023   | 60         | 11    |
| Hocine Yahi              | 1982   | 1988   | 56         | 8     |
| Baghdad Bounedjah        | 2014   | 2022   | 54         | 22    |
| Nadir Belhadj            | 2004   | 2011   | 54         | 4     |
| Tahar Chérif El-Ouazzani | 1984   | 1996   | 54         | 1     |
| Ramy Bensebaini          | 2017   | 2023   | 53         | 5     |
| Anthar Yahia             | 2004   | 2012   | 53         | 6     |
| El Arbi Hillel Soudani   | 2011   | 2021   | 52         | 23    |
| Mohamed Khedis           | 1972   | 1980   | 52         | 0     |
| Tedj Bensaoula           | 1979   | 1986   | 51         | 20    |
| Mustapha Kouici          | 1976   | 1984   | 49         | 3     |
| Chaâbane Merzekane       | 1978   | 1988   | 49         | 3     |
| Lounès Gaouaoui          | 2001   | 2010   | 49         | 0     |
| Ali Bencheikh            | 1976   | 1985   | 48         | 7     |
| Omar Betrouni            | 1968   | 1978   | 48         | 4     |
| Slimane Raho             | 1998   | 2010   | 48         | 0     |
| Mohamed Kaci-Said        | 1980   | 1988   | 47         | 0     |
| Saphir Taïder            | 2013   | 2019   | 46         | 5     |
| Moulay Haddou            | 1998   | 2004   | 46         | 1     |
| Miloud Hadefi            | 1968   | 1979   | 46         | 1     |
| Ismaël Bennacer          | 2016   | 2023   | 46         | 2     |
| Medhi Lacen              | 2010   | 2015   | 44         | 0     |
| Nacerdine Drid           | 1982   | 1988   | 44         | 0     |
| Youcef Belaïli           | 2015   | 2023   | 43         | 7     |
| Nabil Bentaleb           | 2014   | 2023   | 43         | 5     |
| Hacène Lalmas            | 1963   | 1974   | 42         | 14    |
| Rafik Halliche           | 2008   | 2019   | 41         | 3     |
| Tarek Lazizi             | 1990   | 1997   | 39         | 2     |
| Nasreddine Kraouche      | 1999   | 2005   | 38         | 3     |
| Abdelmalek Ali-Messaoud  | 1974   | 1978   | 38         | 1     |
| Mohamed Chaïb            | 1981   | 1988   | 38         | 0     |
| Fouiz Ghoulam            | 2014   | 2017   | 37         | 5     |
| Djamel Mesbah            | 2010   | 2017   | 35         | 1     |
| Nasser Bouiche           | 1981   | 1986   | 34         | 5     |
| Rezki Amrouche           | 1992   | 2000   | 34         | 2     |
| Ali Attoui               | 1965   | 1971   | 34         | 0     |
| Rafik Djebbour           | 2006   | 2014   | 33         | 5     |
| Abdelaziz Safsafi        | 1972   | 1980   | 33         | 3     |
| Bouzid Mahyouz           | 1971   | 1981   | 33         | 0     |
| Karim Matmour            | 2007   | 2012   | 31         | 2     |
| Abdelkader Horr          | 1978   | 1982   | 31         | 2     |
| Ali Dahleb               | 1983   | 1999   | 31         | 2     |
| Omar Belatoui            | 1989   | 1995   | 31         | 1     |
| Abdelhamid Salhi         | 1965   | 1975   | 31         | 1     |
| Mounir Zeghdoud          | 1995   | 2004   | 31         | 0     |
| Hichem Mezaïr            | 1998   | 2006   | 31         | 0     |
| Djamel Benlamri          | 2018   | 2023   | 30         | 2     |
| Nourredine Kourichi      | 1980   | 1986   | 30         | 2     |
| Sid Ahmed Zerrouki       | 1993   | 1997   | 30         | 2     |
| Maamar Mamouni           | 1999   | 2005   | 30         | 2     |
| Benfarhat Tahar          | 1968   | 1974   | 30         | 1     |

FAF · A-internationals · Bondscoaches · Statistieken · Selecties · Algerijns vrouwenelftal · Olympisch elftal · Algerije U21 · Algerije U20 · Algerije U19 · Algerije U18 · Algerije U17
1957 – 1969 · 
1970 – 1979 · 
1980 – 1989 · 
1990 – 1999 · 
2000 – 2009 · 
2010 – 2019 ·
2020 − 2029
WK 1982 · 
WK 1986 · 
WK 2010 · 
WK 2014
OS 1980 · 
OS 2016
1957 · 
1958 · 
1959 ·
1960 · 
1961 · 
1962 · 
1963 · 
1964 · 
1965 · 
1966 · 
1967 · 
1968 · 
1969 ·
1970 · 
1971 · 
1972 · 
1973 · 
1974 · 
1975 · 
1976 · 
1977 · 
1978 · 
1979 ·
1980 · 
1981 · 
1982 · 
1983 · 
1984 · 
1985 · 
1986 · 
1987 · 
1988 · 
1989 · 
1990 · 
1991 · 
1992 · 
1993 · 
1994 · 
1995 · 
1996 · 
1997 · 
1998 · 
1999 · 
2000 · 
2001 · 
2002 · 
2003 · 
2004 · 
2005 · 
2006 · 
2007 · 
2008 · 
2009 · 
2010 · 
2011 ·
2012 ·
2013 ·
2014 ·
2015 ·
2016 ·
2017 ·
2018 ·
2019 ·
2020 ·
2021 ·
2022 ·
2023 ·
2024
Albanië ·
Angola ·
Argentinië ·
Armenië ·
Bahrein ·
Bangladesh ·
België ·
Benin ·
Bolivia ·
Bosnië en Herzegovina ·
Botswana ·
Brazilië ·
Bulgarije ·
Burkina Faso ·
Burundi ·
Centraal-Afrikaanse Republiek ·
Chili ·
China ·
Colombia ·
Congo-Brazzaville ·
Congo-Kinshasa ·
Cuba ·
Denemarken ·
Djibouti ·
DDR ·
Duitsland ·
Egypte ·
Engeland ·
Equatoriaal-Guinea ·
Ethiopië ·
Finland ·
Frankrijk ·
Gabon ·
Gambia ·
Ghana ·
Guinee ·
Guinee-Bissau ·
Hongarije ·
Ierland ·
Irak ·
Iran ·
Italië ·
Ivoorkust ·
Joegoslavië ·
Jordanië ·
Kaapverdië ·
Kameroen ·
Kenia ·
Koeweit ·
Lesotho ·
Libanon ·
Liberia ·
Libië ·
Luxemburg ·
Madagaskar ·
Malawi ·
Maleisië ·
Mali ·
Malta ·
Marokko ·
Mauritanië ·
Mexico ·
Mozambique ·
Namibië ·
Nepal ·
Niger ·
Nigeria ·
Noord-Ierland ·
Oeganda ·
Oman ·
Oostenrijk ·
Peru ·
Polen ·
Portugal ·
Qatar ·
Roemenië ·
Rusland ·
Rwanda ·
Saoedi-Arabië ·
Senegal ·
Servië ·
Seychellen ·
Sierra Leone ·
Slovenië ·
Slowakije ·
Soedan ·
Somalië ·
Sovjet-Unie ·
Spanje ·
Syrië ·
Tanzania ·
Togo ·
Tsjaad ·
Tunesië ·
Turkije ·
Uruguay ·
Verenigde Arabische Emiraten ·
Verenigde Staten ·
Zambia ·
Zimbabwe ·
Zuid-Afrika ·
Zuid-Jemen ·
Zuid-Korea ·
Zweden ·
Zwitserland
België (2014) · 
Chili (1982) · 
Duitsland (2014) · 
Engeland (2010) · 
Oostenrijk (1982) ·
Rusland (2014) ·
Senegal (2019, 2) ·
Slovenië (2010) · 
Verenigde Staten (2010) ·
West-Duitsland (1982) · 
Zuid-Korea (2014)